# John Balleny
John Balleny (ca. 1770-1857) fue un capitán inglés, que al mando de una goleta ballenera, la Eliza Scott, dirigió un viaje de exploración de la empresa ballenera inglesaSamuel Enderby & Sons a la Antártida en la temporada 1838-1839.
Durante esta expedición, Balleny, que navegaba en compañía de la Sabrina, al mando del también capitán ballenero Thomas Freeman, entró en el océano Austral a lo largo de un corredor longitudinal centrado en la línea de los 175° E, al sur de Nueva Zelanda. La flota de Balleny consiguió encontrar una ruptura parcial en la banquisa que rodea el continente del sur, descubriendo las islas Balleny en febrero de 1839, y alcanzando a ver brevemente la misma Antártida, en los 64°58′S, 121°08′E, una parte de tierra helada que hoy se llama costa Sabrina. 
El corredor Balleny a través del océano del Sur sería utilizado más adelante por otros exploradores, como Robert Scott, Ernest Shackleton, Roald Amundsen y Richard Evelyn Byrd, y hoy día es utilizado por los buques de reabastecimiento de la base McMurdo y otras bases científicas ubicadas en, y alrededor, del sector de la Antártida del mar de Ross. 